# Клингер, Рихард
Рихард Клингер (нем. Richard Klinger, 1860—1928) — австрийский промышленник, инженер и изобретатель, основатель фирмы Rich. Klinger GmbH, разработчик рефлексионного стекла (т. н. стекла Клингера), указателя уровня жидкости рефлексионного типа (т. н. водомерной колонки).

## Биография
Родился 12 декабря 1860 года в Бемиш-Айхе под Райхенбергом (ныне Чески-Дуб).
После окончания учебы в Венской высшей технической школе в 1886 году организовал маленькую мастерскую по производству шлифовальных машин.
Наблюдения за процессом шлифовки и огранки стеклянной бижутерии подтолкнули его в 1888 году к разработке рефлексионного стекла указателя уровня в паровых котлах, известного в технической литературе как стекло Клингера.
Попутно ему удалось решить проблему надежной герметизации своего прибора, предложив новый уплотнительный материал на основе асбеста и каучука.

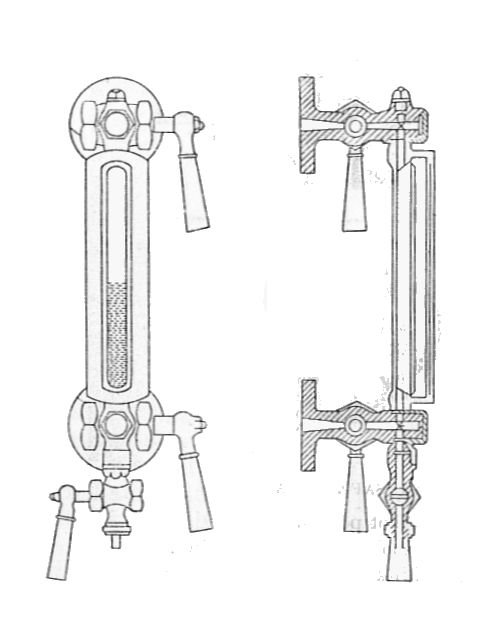
Схематическое изображение стекла Клингера

1891 Запатентовал рефлексионный указатель уровня жидкости
1893 Открыта фабрика в Гумпольдскирхене (Австрия). Директора - братья Рихард и Рудольф Клингер
1898 Запатентован материал, имитирующий кожу (используемую в то время в качестве прокладок) из резины и волокон, который был использован в качестве основы для первого асбестового уплотнительного материала, названного “KLINGERIT“
1899 Разработана технология производства уплотнений из волокон связанных резиной
1904 Открыты офисы продаж в Лондоне, Париже и Будапеште
1912 Открыта новая фабрика в Берлине/Германия
1922 KLINGER разрабатывает первый вентиль с эластичным и заменяемым уплотнительным элементом для высоких температур: поршневой шиберный вентиль
1924 Производятся вентили с цилиндрическим запорным элементом и сменным уплотнительным элементом, названные AB-cocks
1928 Рихард Клингер умер, руководство бизнесом переходит к Карлу Клингеру